# Clavicollis versicolor
Clavicollis versicolor là một loài bọ cánh cứng trong họ Anthicidae. Loài này được von Kiesenwetter miêu tả khoa học năm 1866.